# Гродзенская, Надежда Львовна
Надежда Львовна Гродзенская (1892 — 1974) — деятель в области музыкальной педагогики, кандидат педагогических наук (1953), доцент (1926).

## Биография
В 1917 окончила Киевскую народную консерваторию. С 1924 по 1926 преподавала методику хорового дела и сольфеджио в Ленинградской капелле. Преподавала в ЛГПИ имени А. И. Герцена и Ленинградской консерватории. С 1928 на преподавательской работе в Москве в педагогических техникумах, консерватории (до 1932). С 1948 по 1969 работала в НИИ ХВ АПН РСФСР. Совместно с Б. Л. Яворским и Н. Я. Брюсовой участвовала в создании системы профессионального музыкального образования в Советском Союзе. По её инициативе были открыты первые детские музыкальные школы, курсы повышения квалификации учителей музыки, на её работу оказали влияние идеи Б. В. Асафьева.

## Публикации
- Гродзенская Н. Л. О преподавании пения в начальной школе. М., Методическое письмо, 1950.
- Гродзенская Н. Л. Слушание музыки, в кн.: Методика преподавания пения в школе. М., 1952, гл. III.
- Гродзенская Н. Л. Воспитательная работа на уроках пения. М., 1953.
- Гродзенская Н. Л. Методика обучения пению в начальной школе, в кн.: Пение и музыка. Учебное пособие по пению для педагогических училищ. М., 1953.
- Гродзенская Н. Л. Слушание муаыки в начальной школе (I-IV классы). М., 1962.
- Гродзенская Н. Л. Школьники слушают музыку. М., Просвещение, 1969.